# AHORA – Lista Pilz
AHORA – Lista Pilz (en alemán: JETZT – Liste Pilz), antes conocido como Lista Peter Pilz (Liste Peter Pilz) fue un partido político austríaco, fundado por el exparlamentario de Los Verdes-La Alternativa Verde, Peter Pilz.

## Historia
Pilz renunció a Los Verdes-La Alternativa Verde después de no poder obtener  su deseado cuarto puesto en la lista del partido para las próximas elecciones parlamentarias nacionales. Posteriormente, Pilz formó su propia lista electoral. En los días siguientes a la fundación del partido, tres otros diputados del Consejo Nacional de Austria se unieron al mismo.
En las elecciones legislativas de 2017, la Lista Peter Pilz obtuvo un 4,4% de los votos y ocho escaños en el Consejo Nacional de Austria. 
El 4 de noviembre de 2017, Pilz renunció a su escaño en el Parlamento en medio de acusaciones de agresión sexual.
El partido perdió su representación tras las elecciones generales de 2019, en las que obtuvo un 1,9% de los votos.
El partido anunció su disolución en 2020.

## Resultados electorales
| Año  | Votos        | %    | Resultado | +/- | Gobierno           |
| ---- | ------------ | ---- | --------- | --- | ------------------ |
| 2017 | 223 544 (#5) | 4,41 | 8/183     |     | Oposición          |
| 2019 | 89 169 (#6)  | 1,87 | 0/183     | 8   | Extraparlamentario |